# یواس‌اس لا ساله (ای‌اف‌جی-۳)
یواس‌اس لا ساله (ای‌اف‌جی-۳) (به انگلیسی: USS La Salle (AGF-3)) یک کشتی بود که طول آن ۵۲۲ فوت (۱۵۹ متر) بود. این کشتی در سال ۱۹۶۳ ساخته شد.